# Stunts, Blunts and Hip Hop
Albums de Diamond D
Hatred, Passions and Infidelity
(1997)
Singles
1. Best-Kept Secret
Sortie : 1992
2. Sally Got a One-Track Mind
Sortie : 1992
3. What U Heard
Sortie : 1993

Stunts, Blunts and Hip Hop est le premier album studio de Diamond D (sous le nom Diamond & the Psychotic Neurotics), sorti le 22 septembre 1992.
L'album s'est classé 47e au Top R&B/Hip-Hop Albums.
En 1998, le magazine The Source a inclus cet opus dans sa liste des « 100 meilleurs albums de rap ».

## Liste des titres
| No  | Titre                                                                                               | Contient un (des) sample(s) de | Durée |
| --- | --------------------------------------------------------------------------------------------------- | --- | ----- |
| 1.  | Intro (Produit par Diamond D)                                                                       | Knocking 'Round the Zoo (1971 Version) de James Taylor and The Flying Machine Figure Eight de Blossom Dearie | 0:42  |
| 2.  | Best Kept Secret (featuring Bonita, Fat Joe, LaReese et Whiz One – Produit par Diamond D)           | I Can Hear You Calling de Three Dog Night N.T. de Kool & the Gang Shaft in Africa (Addis) de Johnny Pate Mortal Combat de Big Daddy Kane I'm Not Playing d'Ultimate Force Vicious Rap de Tanya « Sweet Tee » Winley | 4:07  |
| 3.  | Sally Got a One Track Mind (Produit par Diamond D)                                                  | Sparkling in the Sand de Tower of Power It's a New Day des Skull Snaps | 3:44  |
| 4.  | Step to Me (Produit par Showbiz et Diamond D)                                                       | Ready or Not Here I Come (Can't Hide From Love) des Delfonics Fight Back de Solomon Burke Good to Me d'Otis Redding Sam Enchanted Dick (Medley) de Jack Bruce Hey Jude d'O.C. Smith Born to Be Blue de Jack Bruce Ain't No Half-Steppin' de Big Daddy Kane Together Forever (Krush-Groove 4) (Live at Hollis Park '84) de Run–DMC | 3:25  |
| 5.  | Shut the Fuck Up (featuring The Psychos – Produit par Showbiz et Diamond D)                         | | 0:52  |
| 6.  | Fuck What You Heard (Produit par Lakim Shabazz)                                                     | Hard Times de Baby Huey Magnificent Sanctuary Band de Donny Hathaway Keep on Movin' On de J.J. Johnson Alvina de John Handy Show Business de A Tribe Called Quest featuring Lord Jamar, Sadat X et Diamond D | 3:17  |
| 7.  | I'm Outta Here (Produit par Diamond D et Showbiz)                                                   | Gotta Get Away de Flaming Ember The R (Remix) d'Eric B. & Rakim | 5:07  |
| 8.  | A Day in the Life (featuring Brand Nubian – Produit par Diamond D)                                  | | 4:19  |
| 9.  | Last Car on the 2 Train (featuring The Psychos)                                                     | | 0:37  |
| 10. | Red Light, Green Light (Produit par Diamond D)                                                      | Down by the River de Buddy Miles Hard Times de Baby Huey The Four Legged Zoo de Bob Dorough Behind the Wall of Sleep de Black Sabbath Sobb Story des Leaders of the New School | 5:02  |
| 11. | I Went for Mine (Produit par Jazzy Jay et Diamond D)                                                | Faded Lady de SSO You're Getting a Little Too Smart des Detroit Emeralds | 3:19  |
| 12. | Comments from Big L and Showbiz (featuring Big L et Showbiz – Produit par Diamond D)                | Occapella de Lee Dorsey | 0:22  |
| 13. | Check One, Two (Produit par Diamond D et The 45 King)                                               | Stop de Mike Bloomfield, Al Kooper et Stephen Stills Gets Into His Move de Stezo | 4:16  |
| 14. | What You Seek (Produit par Diamond D)                                                               | You Can Make It if You Try de Sly & the Family Stone Who's Gonna Take the Weight de Kool & the Gang Gimme Some More des J.B.'s | 3:30  |
| 15. | Lunchroom Chatter (featuring The Psychos – Produit par Diamond D)                                   | | 0:27  |
| 16. | Confused (featuring Jasmine et Michelle Sweeting – Produit par Diamond D)                           | Intimate Connection de Kleeer Long Red de Mountain Groove Me (en) de King Floyd | 3:38  |
| 17. | Pass Dat Shit (featuring Fat Joe, Maestro, Mike G.Q. et Whiz One – Produit par Diamond D)           | Keeping Me Out of the Storm de Rare Earth Pride and Vanity des Ohio Players Scratchin' de The Magic Disco Machine | 5:55  |
| 18. | Freestyle (Yo, That's That Shit) (featuring The Psychos – Produit par Diamond D et Large Professor) | Footin' It de George Benson | 3:01  |
| 19. | K.I.S.S. (Keep It Simple Stupid) (Produit par Diamond D et Q-Tip)                                   | Hey Jude de Clarence Wheeler and The Enforcers American Tango de Weather Report Diggin' in the Crates de Showbiz & A.G. featuring Diamond D et Lord Finesse To the Right de Brand Nubian | 3:54  |
| 20. | Stunts, Blunts, & Hip Hop (featuring The Psychos – Produit par Diamond D)                           | Almustafa the Beloved du Billy Cobham George Duke Band Knocking 'Round the Zoo (1971 Version) de James Taylor and The Flying Machine | 2:31  |
| 21. | Wuffman Stressed Out (Produit par Diamond D)                                                        | | 0:31  |
| 22. | Feel the Vibe (featuring Showbiz – Produit par Diamond D)                                           | Bad Tune d'Earth, Wind & Fire Hold It for a Minute de Brother Jack McDuff Get Out of My Life, Woman de Lee Dorsey Fanatic of the B-Word de De La Soul | 3:41  |
| 23. | A View from the Underground (featuring Fat Joe – Produit par Diamond D)                             | Bamboo Child de Ryō Kawasaki | 0:21  |